# Мост царицы Тамар (Тбилиси)
Мост Царицы Тамар (груз. თამარ მეფის ხიდი) — арочный мост через реку Куру в Тбилиси, Грузия. Соединяет привокзальную часть города с районами Сабуртало, Ваке и центральной частью города. Первый крупный мост, построенный в Тбилиси в советское время.

## Расположение
Мост расположен в створе проспекта Царицы Тамар (бывшая улица Челюскинцев).
Выше по течению находится мост Вахушти Багратиони, ниже — мост Галактиона Табидзе.

## Название
Первоначально мост назывался мостом Челюскинцев, по наименованию улицы Челюскинцев. Современное название присвоено мосту в 1989 году, в честь грузинской царицы Тамар.

## История
Необходимость сооружения моста возникла в начале 1930-х гг., при реконструкции этой части города. В 1928 году был проведён конкурс на лучший проект моста, победу в котором одержала работа инженеров К. Завриева и Н. Словинского. Архитектурное оформление моста было разработано архитектором Н. П. Северовым. Строительство велось с 1932 по 1935 гг.
В 2016 г. установлена система художественной подсветки моста.

## Конструкция

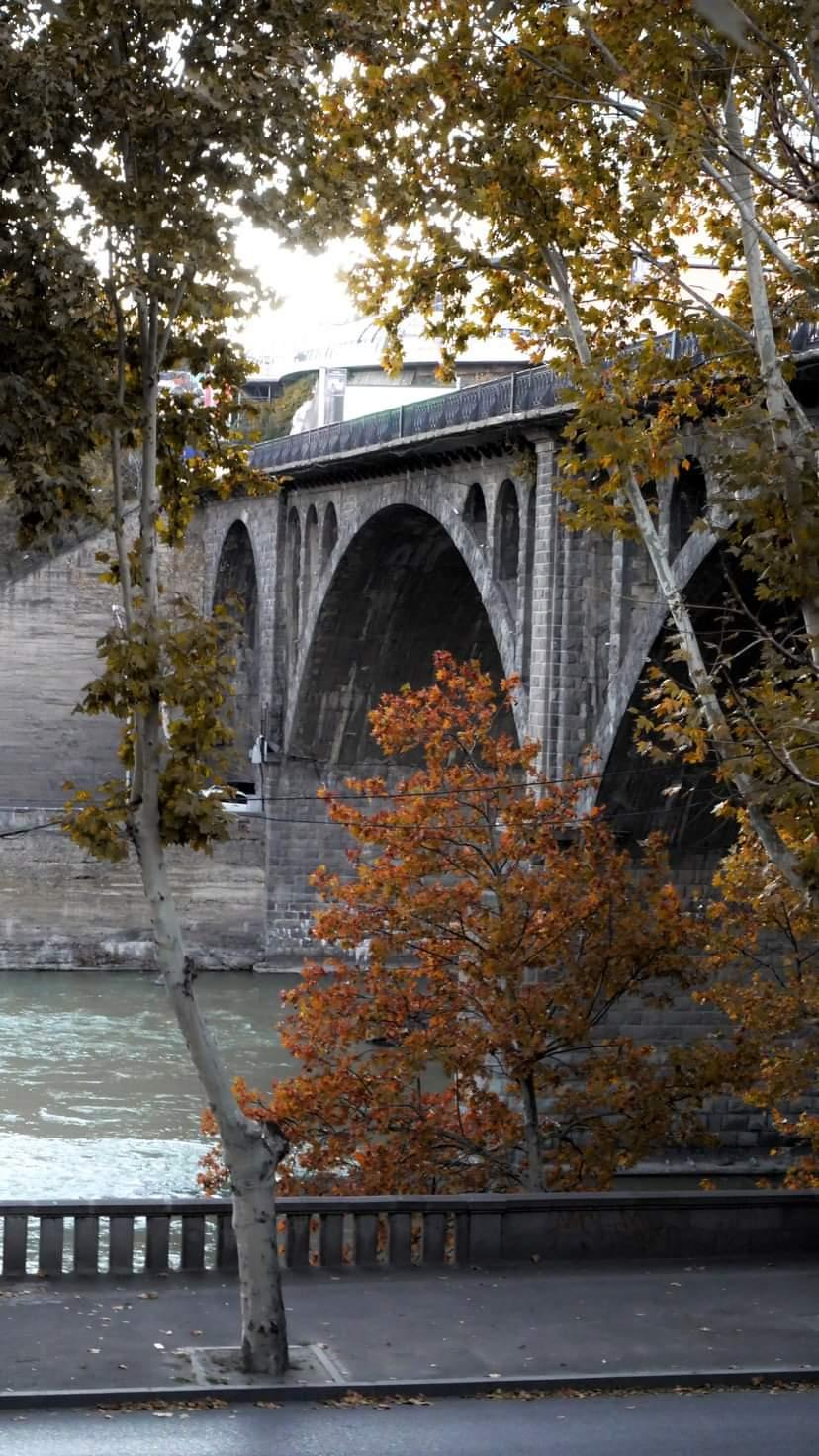
Мост царицы Тамар

Мост состоит из четырёх пролётов, перекрытых слабоармированными железобетонными сводами. Два центральных пролёта перекрывают русло реки, два боковых — проезды вдоль набережных. Надсводное строение центральных пролётов сконструировано в виде системы поперечных стенок, завершенных сводиками. Толщина арки в замке главного пролёта составляет пятидесятую долю пролёта, что явилось значительным техническом достижением своего времени. Мост подчеркнуто монументален. Опоры облицованы грубо тесаным гранитом, фасадные плоскости сводов — блоками темно-серого базальта.
Мост предназначен для движения автотранспорта и пешеходов. Проезжая часть включает в себя 4 полосы для движения автотранспорта. Перильное ограждение центральных пролётов металлическое, боковых пролётов — каменный парапет.